# 鱒沢駅
鱒沢駅（ますざわえき）は、岩手県遠野市宮守町下鱒沢にある、東日本旅客鉄道（JR東日本）釜石線の駅である。

## 歴史
花巻と釜石を鉄道連絡することを目指して建設された岩手軽便鉄道により1915年（大正4年）7月30日に柏木平 - 鱒沢間延伸と共に開業した。当初は762ミリメートル特殊狭軌の軽便鉄道であった。ただし、当駅は当初宇洞駅（うとうえき）として開業しており、当初の鱒沢駅は当駅と隣の荒谷前駅の間に所在していた。1924年（大正13年）12月16日に初代鱒沢が中鱒沢へ改称し、同時に宇洞が鱒沢に改称した。中鱒沢は、その後一旦1928年（昭和3年）6月1日に廃止され、1930年（昭和5年）7月16日に貨物駅として再開業し、最終的に国有化と同時に廃止となった。
1936年（昭和11年）8月1日に国有化されて国鉄の駅となり、その後は国鉄標準の1,067ミリメートル軌間への改軌工事が進められた。しかし、第二次世界大戦の戦局悪化に伴い労働力や資材が不足して改軌工事は一旦中止となった。1948年（昭和23年）9月にアイオン台風によって山田線が大きな被害を受けると、三陸海岸方面への鉄道連絡を早期に回復させるために釜石線の工事が再開されることになり、12月に再着工して1949年（昭和24年）12月10日に遠野までの1,067ミリメートルへの改軌工事が完成した。

### 年表
- 1915年（大正4年）7月30日：岩手軽便鉄道の宇洞駅（うとうえき）として開業[2]。
- 1924年（大正13年）12月16日：鱒沢駅に改称[4]。
- 1936年（昭和11年）8月1日：岩手軽便鉄道の国有化により国鉄釜石線の駅となる[2]。
- 1944年（昭和19年）10月11日：国鉄釜石東線の開業に伴い、所属の路線名が釜石西線に変更となる[5]。
- 1949年（昭和24年）12月10日：1,067ミリメートル軌間への改軌工事が完成[5]。
- 1950年（昭和25年）10月10日：国鉄釜石線の全通により、再び釜石線の駅となる[5]。
- 1971年（昭和46年）10月1日：貨物の取り扱いを廃止[6]。
- 1984年（昭和59年）2月1日：荷物の扱いを廃止[6]。
- 1987年（昭和62年）4月1日：国鉄分割民営化によりJR東日本の駅となる[5][6]。
- 1993年（平成5年）10月1日：CTC化により無人化[3]。鱒沢駅長が廃止され、遠野駅長管理下となる。
- 2018年（平成30年）6月1日：遠野駅の業務委託化に伴い、北上駅長管理下となる。
- 2024年（令和6年）10月1日：えきねっとQチケのサービスを開始[1][7]。

## 駅構造
島式ホーム1面2線の列車交換可能な地上駅で、北上駅管理の無人駅である。なお、駅舎はなく、ホームへは直接構内踏切を渡る。

### のりば
| ホーム | 路線    | 方向 | 行先     |
| ------ | ------- | ---- | -------- |
| 入口側 | ■釜石線 | 上り | 花巻方面 |
| 反対側 | ■釜石線 | 下り | 釜石方面 |

※案内上ののりば番号は割り当てられていない。

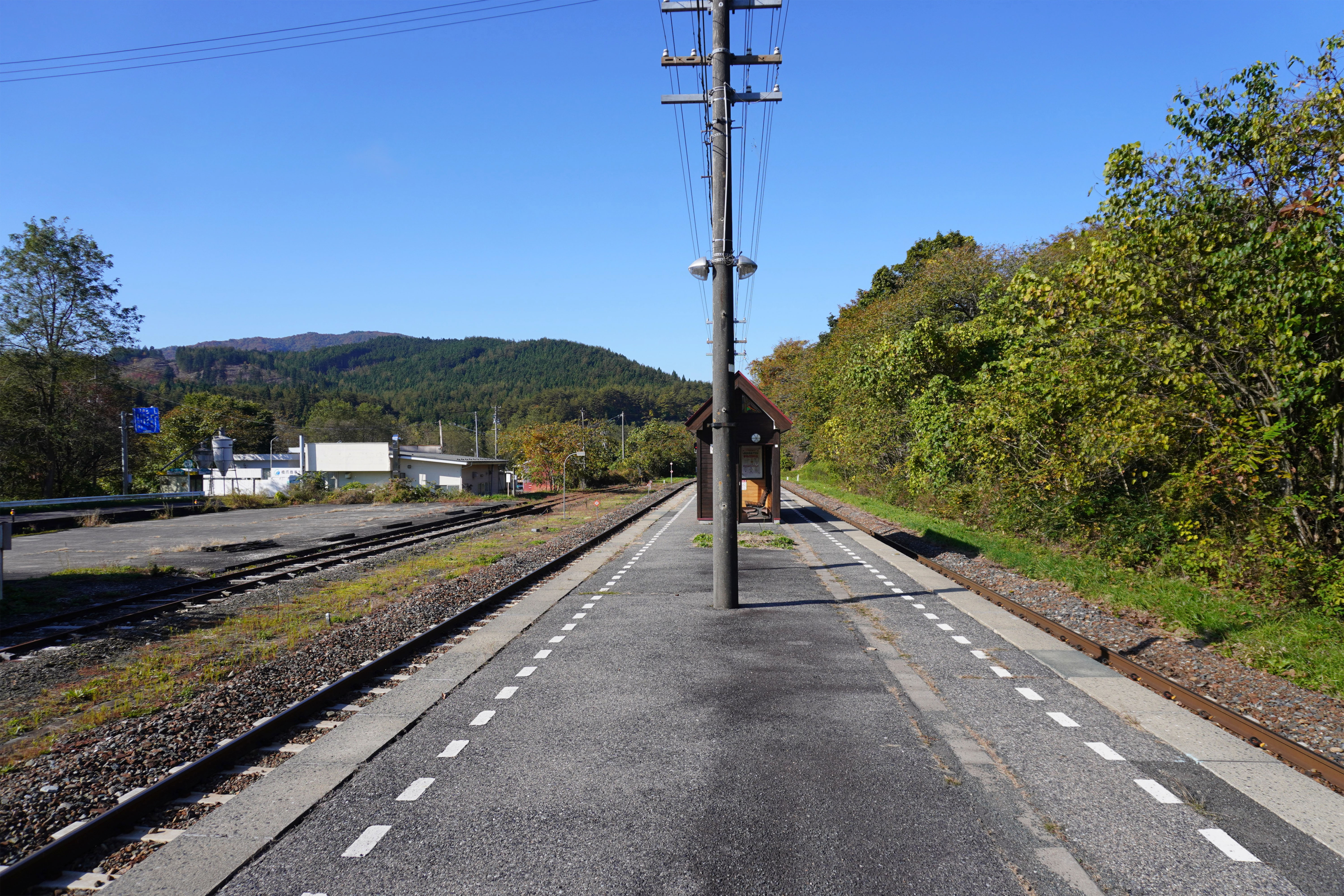
ホーム（2023年10月）
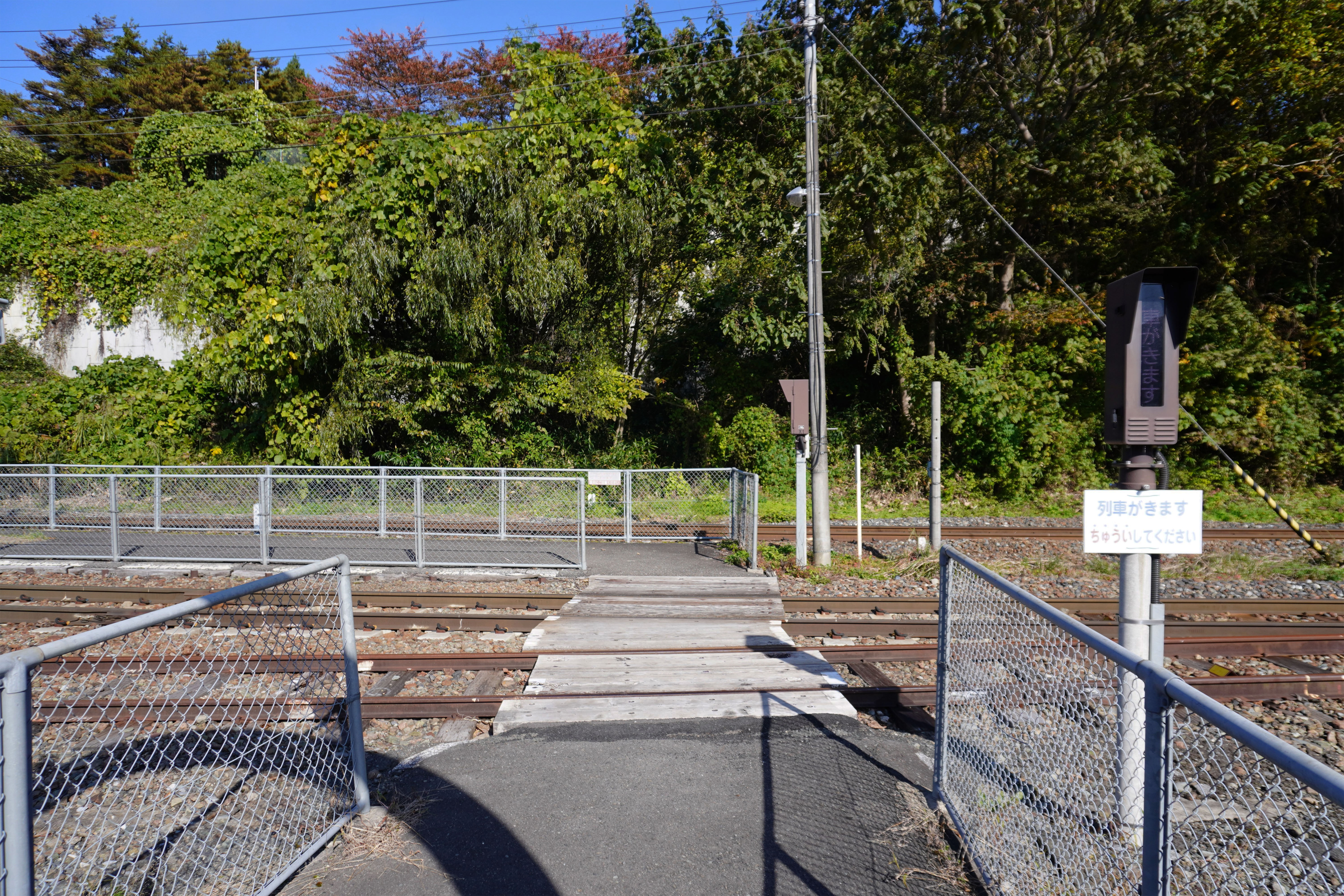
構内踏切（2023年10月）

## 駅周辺
- 国道107号
- 国道283号
- 鱒沢簡易郵便局
- 猿ヶ石川
- 鱒沢小学校
- 岩手県交通「鱒沢」停留所

## その他
- エスペラントによる、「Lakta Vojo（ラクタ・ヴォーヨ：天の川）」という愛称がついている。

## 隣の駅
東日本旅客鉄道（JR東日本）
■釜石線
□快速「はまゆり」（5・6号のみ停車）
宮守駅 - 鱒沢駅 - 遠野駅
■普通
柏木平駅 - 鱒沢駅 - 荒谷前駅